# Bento Lobo
Bento Machado Lobo (Cuiabá, 11 de março de 1930 – Cuiabá, 7 de março de 2008) foi um engenheiro agrônomo e político brasileiro, outrora deputado federal por Mato Grosso.

## Dados biográficos
Filho de Francisco de Arruda Lobo Filho e Libânia Machado Lobo. Formou-se engenheiro agrônomo em 1952 na Universidade Federal de Viçosa e trabalhou para a Secretaria de Agricultura de Mato Grosso ao voltar para o estado no ano seguinte exercendo suas funções até 1955. Presidente do Conselho Regional do Serviço Social Rural por três anos a partir de 1959, chegou à presidência da Federação de Agricultura de Mato Grosso em 1962 e foi superintendente estadual do Instituto Nacional de Colonização e Reforma Agrária (INCRA) no Governo Castelo Branco. Ao deixar este cargo foi nomeado secretário de Agricultura em 1967 e depois prefeito de Cuiabá pelo governador Pedro Pedrossian em 1969.
Após dois anos deixou os cargos que ocupava e também a superintendência da Associação de Crédito e Assistência Rural para residir em Porto Alegre onde foi diretor regional do Corpo da Paz, vinculado à embaixada norte-americana, retornando a Cuiabá após quatro anos para coordenar o curso de tecnólogo da Universidade Federal de Mato Grosso. Durante o governo José Garcia Neto representou Mato Grosso nos conselhos da Superintendência do Desenvolvimento da Amazônia (SUDAM) e da Superintendência de Desenvolvimento do Centro-Oeste (SUDECO). Eleito deputado federal pela ARENA em 1978, migrou para o PP com o retorno ao pluripartidarismo. Quando seu partido foi incorporado ao PMDB, candidatou-se à reeleição nesta legenda em 1982, mas não foi bem-sucedido.
Quando seu mandato chegou ao fim retornou às suas atividades como engenheiro agrônomo e embora tenha ingressado no PSDB em 1990, manteve-se afastado da política. Nove anos mais tarde exercia as funções de assessor parlamentar e foi perito da Justiça Federal no estado.